# Василенко, Александр Иванович
Александр Иванович Василенко (род. 15 марта 1953 года, Баку) — российский музыкант и композитор, лауреат советских и международных конкурсов.

## Биография
Родился 15 марта 1953 года в Баку, где закончил музыкальную школу, десятилетку[прояснить].
В школьные годы выступал на концертных площадках с Муслимом Магомаевым.
В 1970 году поступил в Московский государственный институт культуры на дирижерское отделение. По распределению работал в Волгограде дирижером городского детского оркестра народных инструментов и художественным руководителем парка, заменив на этом поприще композитора Григория Пономаренко.
1975 год — служба в армии. Руководитель ансамбля «Звездочка» Закавказского военного округа, комсорг воинской части. Награжден грамотой ЦК ВЛКСМ.
С 1976 года живет и работает в городе Набережные Челны в Татарстане.
С 2001 по 2004 гг. в период строительства набережночелнинского Органного зала работал звукорежиссером и принимал участие в мероприятиях по акустической настройке данного помещения.
С 2001 года руководит клубом авторской песни имени Владимира Высоцкого в Набережных Челнах.
В настоящее время[когда?] работает преподавателем музыкального отделения МАУДО города Набережные Челны «Детская школа театрального искусства».
Руководитель ВИА «Контрасты». С 1981 года является членом Российского Авторского Общества, где зарегистрированы все его произведения.
Постоянный член жюри ежегодного Елабужского фестиваля авторской песни «Вдохновение». Участники клуба — лауреаты фестивалей Казани, Нижнего Новгорода, города Бавлы.

## Творчество
Написал более 70 песен на стихи российских поэтов.
Автор музыки к спектаклям:
- «Конек-горбунок» (русский драматический театр «Мастеровые», г. Набережные Челны);
- «Легенда о Робин Гуде» (русский драматический театр «Мастеровые», г. Набережные Челны);
- «У ковчега в восемь» по пьесе Ульриха Хуба (городской театр кукол, г. Набережные Челны);
- «Где орех Кракатук?» (Юлий Ким);
- «История одного голода или Приятного аппетита» (Григорий Гольдман).

В 2014 году вышел CD-диск с музыкально-поэтической композицией на стихи Алексея Шилободина «Раздача вещих снов».

## Награды
Участник фестиваля политической песни в г. Берлине (1979), лауреат фестивалей памяти В. Хара в г. Тольятти (1978, 1980, 1981).
Вместе с Софией Ротару получил звание «Ударника строительства КАМАЗА» за концертные программы на стройках города и КАМАЗА (1978).
Награжден нагрудными знаками ВЦСПС за отличную работу в культпросветучреждениях профсоюзов.
Награжден медалью лауреата Второго Всесоюзного фестиваля народного творчества (1987).